# Sarah Manning
Sarah Manning (* 6. September) ist eine US-amerikanische Jazz-Altsaxophonistin und Komponistin.

## Leben und Schaffen
Manning wuchs in den Neuenglandstaaten auf und spielte während ihrer Zeit auf der Highschool in Hartford in einer Schulband. Ein früher Mentor war Jackie McLean. Mit einem Stipendium der Interlochen Arts Academy studierte sie im Jazz-Programm des William Paterson College, das von Rufus Reid geleitet wurde. Anschließend graduierte sie am Smith College in Massachusetts in Women’s Studies. Dort führte sie auch ihr Saxophon-Studien weiter bei Yusef Lateef. 2002 zog sie in die San Francisco Bay Area.
Nach ihrem Debütalbum 2004, an dem u. a. der Schlagzeuger Akira Tana mitwirkte, nahm sie im Oaklander Jazzclub Yoshi’s ein Livealbum auf. 2010 arbeitet sie mit ihrer Band Shatter the Glass aus Art Hirahara (Piano), Linda Oh (Bass) und Kyle Struve (Schlagzeug). Manning lebt inzwischen (2011) in Brooklyn. Im Brotberuf arbeitet sie seit 2010 bei der Immobilienfirma Cooper & Cooper.

## Diskographische Hinweise
- House on Eddy Street (2004)
- Live at Yoshi's - Two Rooms, Next Door (2008)
- Dandelion Clock (2009), mit Art Hirahara, Linda Oh, Kyle Struve
- Harmonious Creature (2013), mit Eyvind Kang, Jonathan Goldberger, Rene Hart, Jerome Jennings